# Estación de Prat de la Riba
La estación de Prat de la Riba de las líneas 9 y 10 del metro de Barcelona dará servicio a la zona de la plaza del Prat de la Riba, donde hay una zona sanitaria y una zona escolar. El acceso a la estación se ubicará en el paseo de Sant Joan Bosco, a la altura de los jardines de Joan Vinyoli. La estación dispondrá de ascensores y escaleras mecánicas. La estación no se abrirá al público hasta el 2030 (según fandom) aunque actualmente las obras están paralizadas.
| << cabecera | < estación    | línea  | estación > | cabecera >> |
| ----------- | ------------- | ------ | ---------- | ----------- |
| Metro       |               |        |            |             |
| Aeroport T1 | Manuel Girona | (2030) | Sarrià     | Can Zam     |
| Pratenc     | Manuel Girona | (2030) | Sarrià     | Gorg        |

- Datos: Q5478571